# Кармала (приток Суры)
Кармала — река в России, протекает по Порецкому и Алатырскому районам Чувашской Республики. Устье реки находится в 254 км по правому берегу реки Сура. Длина реки составляет 24 км. В 8 км от устья принимает слева реку Пикшара.
Исток реки в лесах северо-восточнее села Гарт в 22 км к юго-востоку от села Порецкое. Течёт на юго-запад, затем поворачивает на юг. В среднем течении на реке деревня Долгая Поляна. Впадает в Суру напротив села Сурский Майдан.

## Данные водного реестра
По данным государственного водного реестра России относится к Верхневолжскому бассейновому округу, водохозяйственный участок реки — Сура от устья реки Алатырь и до устья, речной подбассейн реки — Сура. Речной бассейн реки — (Верхняя) Волга до Куйбышевского водохранилища (без бассейна Оки).
Код объекта в государственном водном реестре — 08010500412110000038909.